# 權泳臻
權泳臻（：／ Gwon Yeong-jin，1962年12月10日—），大韓民國保守派政治人物，2014年地方選舉當選大邱廣域市長，並於2018年地方選舉連任。

## 生平
權泳臻中學就讀廣州中學校與青丘高等學校，後進入高麗大學以英語語言文學碩士畢業，2006年被委任為首爾特別市廳副市長而步入政壇。
2014年6月4日，權泳臻在大韓民國第六屆廣域地方自治團體長選舉中，以581,175票勝過四名候選人金富謙、宋映雨（韓語：송영우）、李源晙（韓語：이원준）與李定淑（韓語：이정숙）當選大邱廣域市長。
2018年6月14日，保守派的自由韓國黨在大韓民國第七屆地方選舉大敗，但權泳臻仍在保守派票倉的大邱廣域市以53.7%的得票率成功連任。
2021年末，權泳臻曾在記者會上表明了挑戰三選的意向，並在不少場合強烈表明有意尋求連任，但在2022年3月他卻宣布不參加下屆大邱市長選舉。《京鄉新聞》報道指出，有分析認為各種民意調查中，因權泳臻支持率不高等因素產生了影響。